# أديل آن ويلبي
أديل آن ويلبي (بالإنجليزية: Adele Ann Wilby)‏، (ولدت في 30 يناير 1950)، لقبها بعد الزواج «بالاسينغام»، هي استرالية المنشأ رائدة جناح المرأة لنمور التاميل لسيرلانكا.

## السيرة الشخصية
ولدت في وراجول، فيكتوريا، أستراليا، أصبحت ممرضة محترفة وعملت بجيبسلاند، 150 متر من مالبورن. هاجرت الي المملكة المتحدة حيث في 1978 قابلت وتزوجت مواطن إنجليزي سريلانكي المنشأ «أنطون بالاسينغام». السيد بالاسينغام لاحقا أصبح الرئيس الإستراتيجي ومفوض السلام لدي نمور التاميل بسيرلانكا، توفي زوجها أنطون في 14 ديسمبر 2006.

## زعيم انفصالي
انتقلت أديل بالاسينغام مع زوجها في البداية الي مدراس بالهند الي الجزء الشمالي من سريلانكا بجفنا خلال المراحل الاولي من الحرب المدنية السيرلانكية. في سيرلانكا أصبحت زعيمة جناح السيدات لنمور التاميل.

## مفوض سلام
مؤخرا شاركت كجزء من فريق تفويض السلام  بنمور تحرر تاميل ايلام في العديد من نقاشات السلام مع مختلف فرق تفاوض حكومة سيرلانكا منذ 2002. هي أيضا الكاتبة لعددد من الكتب بشبه السيرة الذاتية عن الإرادة للحرية.
ولد في فيلادلفيا ببنسلفانيا، نشأ مورتن ككويكري وتعلم بمدرسة ويست تاون وجامعة بنسلفانيا، تخرج منها في 1820. ثم حصل علي درجة من جامعة ادنبرة باسكتلندا وبدأ يمارس الطب في فيلاديلفيا في 1824. كان أحد مؤسسي كلية بنسلفانيا للطب في فيلادلفيا وخدم كأستاذ تشريح من عام 1839حتي استقال في 1843. انتخب كعضو المجتمع الأثري الأمريكي في 1844. تم دفنه في مقبرة لوريل هيل، فيلادلفيا، في القطعة G، قطعة 179.
افتتح مؤتمر التحالف النسائي الدولي أو المعروف بالتحالف الدولي للمرأة وحقها في الانتخاب بالولايات المتحدة والدول الموالية في باريس 10 فبراير 1919. بالتزامن مع مؤتمر باريس للسلام، تم الاجتماع على مناقشة قضايا المرأة لعملية السلام فيما بعد الحرب العالميه الاولي. فقد حرمت القياديات من مناضلات حركة السفر وجاءت (المطالبات بحق الاقتراع) من فرص المشاركة والتواجد الرسمي  مرارا وتكرارا قبل أن يتأنى لهن مشاركة عرض تقديمي أمام منظمة العمل الدولية.
وأخيرا سمح للنساء في 10 أبريل للتقدم بمشروع قرار عصبة الأمم بشأن تهريب والاتجار بالنساء وأوضاعهم الحقوقية في المجال السياسي والاقتراعي وتطوير التعليم بما يضمن الحقوق الإنسانية الأساسية للكل على كافة الأمم. وبالرغم من فشل المحاولات النسائية السابقة، إلا أن هذه الجهود أصبحت اللبنة الأولي  التي سنحت لهن بالمشاركة الرسمية في مفاوضات المعاهدات الدولية التالية. بل كسبن حقوقهن بالمشاركة الكامله كمسؤولات رسميا  ومفوضات في هيئة عصبة الأمم والتعهد بتعميم الشروط الإنسانية للعمل ووقف الاتجار النساء والاطفال. وحقيقة مشاركة النساء في مؤتمر السلام، أكد على قدرة النساء على المشاركة في وضع القوانين الدولية واحترام حقوق الإنسان عالميا.

## نبذه
كان للحرب العالمية الاولى تبعات كبيرة الأثر. فقد انهارت اربع إمبراطوريات وتشكلت دول كبرى جديدة واكتسبت استقلالها. كما طرأت تغييرات سياسيه واقتصاديه وثقافيه بل وخلق مناخا اجتماعيا عالمي جديد. في 1919 كان مؤتمر باريس للسلام بمثابة الملتقى الأول لإرساء قيم السلام وتنظيم مؤتمر عالمي بمشاركة أكثر من 33 دولة. حيث وضع إطار ملزم بتأسيس مجتمع عالمي جديد مبني على قيم أخلاقية ومبادئ قانونية فيما يدعي بالمؤسسات الغير الحكومية غير الهادفة للربح لدعم هذا العمل وتركيز جهودهم وبرامج عملهم الداعمة لها وللدفاع عنها.
في البدء، قام منظمو مؤتمر السلام بالتخطيط ورسم معاهدات بشكل جلسات عامة. كانت حتمية لاستعادة الاستقرار والتطور المتنامي وامانها.
أن المؤتمر العالمي للقيادات النسائية يتم عقده مرة كل سنتين من خلال مركز غولدا مائير ماونت كارمل للتدريب الدولي بوكالة ماشاف وهي وكالة الكيان الإسرائيلي للتعاون الدولي في مجال التنمية في وزارة الخارجية في حيفا والقدس وإسرائيل. المسؤولة عن تصميم وتنسيق وتنفيذ برامج للتنمية في مجال المرآه والتعاون في جميع أنحاء الدول المتقدمة والبلدان النامية وفقا لما تصدره الأمم المتحدة.

## التاريخ
تأسس المؤتمر بمبادرة جولدا مائير رئيسه وزراء الكيان الإسرائيلي ووزيره خارجيته منذ إنشاء مركز غولدا مائير ماونت كارمل للتدريب الدولي في 1961 وتوالي انعقاده علي مدي 54 عاما. تم عقد 28 مؤتمر
حني اليوم بالتعاون مع العديد من المؤسسات الدولية مثل يونسكو، IOM, UNIFEM, UNDP, and OSAGI.
و يعد المشاركين الفاعلين الأساسيين في المجالات السياسية والاقتصادية والاجتماعية علي مستوي العالم من وزراء وبرلمانيون ورؤساء محليين ودوليين لمؤسسات حكومية وغير حكومية.
يتكون برنامج المؤتمر من جلسات نقاش وزيارات ميدانيه للتقصي بشكل احترافي ومجموعات للعمل وزيارات رسميه للكنيست (برلمان الكيان) ومقر أقامه رئيس الكيان الإسرائيلي بنهاية المؤتمر.

## أحدث المؤتمرات
المؤتمر الخامس والعشرين الذي تم عقده في 2007 بالتعاون مع اليونسكو حيث تناول القيادة النسائية في التنمية المستدامة.
و في 2009 ابان الازمه الاقتصادية العالمية، وتبعاتها علي المرآه كان محور المؤتمر بالتعاون مع مكتب المستشار الخاص لشؤون المرآه بالأمم المتحدة هو قضايا النوع وتطوير أوضاع النساء والتي شكلت فيما بعد هيئة الأمم المتحدة للمرأة.
في 2011المؤتمر اليوبيلي، كان تحت رايه: العلوم والحداثة والتكنولوجيا: تعلم وتدريب النساء والفتيات بالتعاون مع اليونسكو مره أخرى المحور الرئيسي.
و في المؤتمر الثامن والعشرين عام 2013 وفي دوراته المتوالية حتي عام 2015, كانت اهداف اجندته للتنمية المستدامة: التأكيد علي محوريه المساواة بين النساء والرجال وتمكين المرأة  في اطار عام بالتعاون مع الأمم المتحدة للمرأة وبرنامج الأمم المتحدة الإنمائي UNDP.
و اقيم المؤتمر التاسع والعشرين أكتوبر 2015 للنظر في قضايا المساواة بين الجنسين من خلال تنفيذ برنامج العمل على التمكين علي الأصعدة التنموية. وسيكون المؤتمر الأول في قمه الأمم المتحدة في سبتمبر لتبني وعرض اهداف محدده ومعايير مطلوبة للتطوير في المجالات النمو الاقتصادي والعمل.